# Yavepe
Yavepe (Northeastern Yavapai, Cruzados), jedna od tri glavne skupine Yavapai Indijanaca u dolini Verde Valley u Arizoni. Kod ranih Španjolaca Yavepe su nazivani Cruzados po križevima od trstike koje su nosili obješene na uvojcima kose na svome čelu.
Yavepe su se prema Swantonu satojali od dvije glavne skupine, a to su Yavepe vlastiti koji se sastoje od 3 bande: a. Wipukupa; b. Matkitwawipa s verde Valleya, East Verde Rivera, Fossil Creeka, i Clear Creeka pa sve do Cave Creeka na jug; i c.  Walkey-anyanyepa. Druga skupina su Mat-haupapaya nastanjeni od Prescotta do Crown Kinga i Bumble Beeja. Oni su se dijelili na dvije bande: a) Wikutepa ili Granite Peak Band i b) Wikenichapa ili Crown King Band.